# 報恩記
『報恩記』（ほうおんき）は、芥川龍之介の小説。1922年（大正11年）に『中央公論』誌上にて発表された。
安土桃山時代の京都を舞台にした歴史小説。盗賊と廻船商人、商人の勘当された息子の3人が南蛮寺の宣教師や聖母マリアに真実を吐露する形式で、「恩返し」「迷惑な恩返し」「仕返しとしての恩返し」の有様を描いている。
三者がそれぞれ語るという意味では、『藪の中』の構成に近い。しかし、三者の発言が矛盾する『藪の中』とは異なり、当作品では三者の証言が正確に組み合い、恩返しや親孝行に隠されたエゴイズムを描いている。

## あらすじ
盗賊・阿媽港甚内の告白
2年前の夜、自分は虚無僧に扮して京都の街中を歩き、盗みに入れそうな商家を探っていた。ちょうど廻船問屋・北条屋弥三右衛門の屋敷を見つけ、「仕事」をするつもりで忍び込んだところ、茶室の方から主人夫婦のすすり泣く声がする。話の内容では、どうやら商売が立ち行かなくなって悩んでいるらしい。自分は「過去の恩返し」をする機会を得たと思い、正体を明かした上で主人夫婦に「数日で6千貫の金を用意する」と約束した。
…ここまで話したところで阿媽港甚内は、「今夜ミサを願いに来た、ぽうろの魂のために済まない」と言い残して姿を消す。
廻船商人・北条屋弥三右衛門の告白
2年前、持ち船の沈没や投資の失敗で、店は倒産寸前だった。妻と2人で嘆いていたところ、突然虚無僧が現れた。その男・盗賊の阿媽港甚内は、恩返しをしたいという。自分は20年ほど前、南蛮渡りの船の船頭をしていた折、人を殺して逃げる男の逃走を手伝ってやったことがあった。彼こそが甚内で、その恩を返したいという。6千貫の大金の話を聞いた甚内は、無造作に引き受けたものの、自身は半信半疑だった。ところが数日後の夜。もはや倒産を覚悟していたところ、庭先で何物かが争う音がする。それが鎮まった頃に甚内が現れ、6千貫耳をそろえて渡していった。
6千貫のおかげで、店は倒産の危機を免れた。以来、まりあ様に甚内の幸せを祈っていたが、近頃その甚内が捕えられ、さらし首にされたとの噂を耳にした。彼の回向のため、一条戻橋へその首を確かめに行く。ところが、さらされた首は、2年前に会った「阿媽港甚内」とはなに一つ似ていない。むしろ20年前の自分に瓜ふたつだった。その首は･･･勘当した一人息子・弥三郎のものだった。晒し台の上で、首は私に微笑みかける。「お父さん、店を救った甚内は、一家の恩人です。だから私は、甚内にもしもの事があったら命を投げ出す覚悟でした。私は親不孝者でしたが、一家の恩人を救えて満足です」。しかし自分は嬉しくはない。店は立ち直ったが、息子は死んでしまった。このままでは、自分は大恩人の甚内を憎むかもしれない。
「ぽうろ」弥三郎の告白
ああマリア様、私は夜が明け次第首を刎ねられる。悪事ばかり働いた私はいずれいんへるのに落ちる身だが、それでも満足だ。自分は弥三郎だが、死後は「阿媽港甚内」の名を与えられるのだ。それを思えば、この暗い牢内も花で満ち溢れるようだ。
2年前、自分は博打の元手欲しさに我が家に忍び込んだところ、いきなり後ろからつかまれて投げ倒された。訳がわからず一度は逃げたが、やがて自分を投げ倒した者が高名な盗賊・阿媽港甚内で、彼が大金を用意して両親を救ったことを知る。そこで甚内を追い、両手を搗いて礼を述べた上で「子分になって恩返ししたい」向きを伝えた。しかしいくら頼み込んでも無視されたばかりか、激しく罵られて足蹴にされてしまった。「親孝行しろ。貴様の恩は受けぬ」と言い捨てて去る甚内に、どうしても恩返し、いや、仕返しをしたい。2年間煩悶していた自分は、ついにひらめいた。ならば甚内の代わりに打ち首になってやろう。そもそも甚内の素顔を知っている者は、彼と自分の両親以外誰もいない。誰が甚内と名乗っても同じことだ。そう考えて、わざと内裏に忍び込んだ。すかさず自分を捕えた侍は口々に「今日こそは甚内を手捕りにしたぞ」とつぶやいた。内裏に忍び込むような大それた者なぞ、甚内以外にはいない。そして自分は甚内として首を打たれる。真の甚内、どこの誰ともわからない凡人になってしまうのだ。真の甚内に、晒し台の上からそう哄笑してやろう。ああ、こんなに愉快な話はない。